# 国分郡田
国分郡田（こくぶこおりだ）は、鹿児島県霧島市の大字。旧大隅国囎唹郡清水郷郡田村、大隅国西囎唹郡清水郷郡田村、西囎唹郡清水村大字郡田、姶良郡清水村大字郡田、姶良郡国分町大字郡田、国分市郡田。郵便番号は899-4305。人口は3,084人、世帯数は1,171世帯（2017年4月1日現在）。
下場の郡田地区及び、国分台明寺を挟んで飛地となっている上場の上郡田地区の2地区から構成される。

## 地理
霧島市の中部、旧国分市の北東部から北中部に位置しており、郡田地区は手篭川支流郡田川の流域、上郡田地区は検校川上流及び郡田川支流永谷川の流域に位置する。字域の北方から西方にかけて国分重久、霧島永水、南方には国分川内、国分川原、国分清水、国分清水四丁目、国分清水五丁目、西方には国分新町、東方には曽於市財部町下財部がそれぞれ接している。国分台明寺が字域の中央部を東西に分断しており、国分台明寺を挟んで東側が上郡田地区、西側が郡田地区となっている。
上郡田地区の中央部を鹿児島県道471号北永野田小浜線が東西に通っており、字域の東端部で接する霧島永水との境界附近に日豊本線北永野田駅（所在地は霧島永水）がある。
教育施設は、郡田地区に霧島市立青葉小学校（1997年に国分北小学校から分離新設）があり、上郡田地区に小中学校併設校である霧島市立木原小中学校がある。

## 歴史

### 郡田の初見から近世
郡田という地名は鎌倉時代の建治2年の大隅国在庁石築地役配符に「曽於郡　郡田名十三丁」という記述が初見であり、大隅国曽於郡のうちであった。
観応3年に足利直冬が野辺盛忠に郡田の地を安堵したと「野辺家文書」に記されている。戦国時代になると福昌寺に「大隅国曽野郡郡田名之内」田畠2町2反を寄進している。
江戸時代には囎唹郡清水郷（外城）のうちであり、郡田村の石高は「天保郷帳」には970石余、「旧高旧領取調帳」では1,319石余と記載されている。1887年（明治20年）5月9日に鹿兒島縣下分郡ノ件（明治20年勅令第7号）が施行されたのに伴い、囎唹郡は東西に分割され、郡田村は西囎唹郡に属することとなった。
明治初期には郡田村の区域内に郡田小学校（のちに郡山小学校、1970年に国分市立国分北小学校に合併）、木原小学校（現在の霧島市立木原小中学校）が公立学校として設置されている。

### 町村制施行以後
1889年（明治22年）の町村制施行に伴いそれまでの清水郷の全域を以て清水村が発足した。それに伴い、それまでの郡田村は清水村の大字「郡田」となった。
1947年（昭和22年）に霧島村大字重久（現在の国分重久）の一部を大字郡田へ編入し、1954年（昭和29年）に清水村と東襲山村が国分町に編入され、国分町の大字となり、翌年の1955年（昭和30年）に国分町が市制施行し国分市となり、国分市の大字となった。1997年（平成9年）、字域内に国分市立青葉小学校が開校。学校名は公募によって選定された。
2005年（平成17年）11月7日に国分市が姶良郡6町と共に新設合併し霧島市が発足。これに伴いそれまでの大字郡田は霧島市の大字「国分郡田」に名称を変更した。

### 字域の変遷
| 変更後                 | 変更年             | 変更前                 |
| ---------------------- | ------------------ | ---------------------- |
| 清水村大字郡田（編入） | 1947年（昭和22年） | 霧島村大字重久（一部） |

## 人口
| 年                 | 人口  | 世帯数 | 出典  |
| ------------------ | ----- | ------ | ----- |
| 1881年（明治14年） | 988   | 234    | [ 4 ] |
| 2015年（平成27年） | 3,142 | 1,165  | [ 2 ] |

## 施設

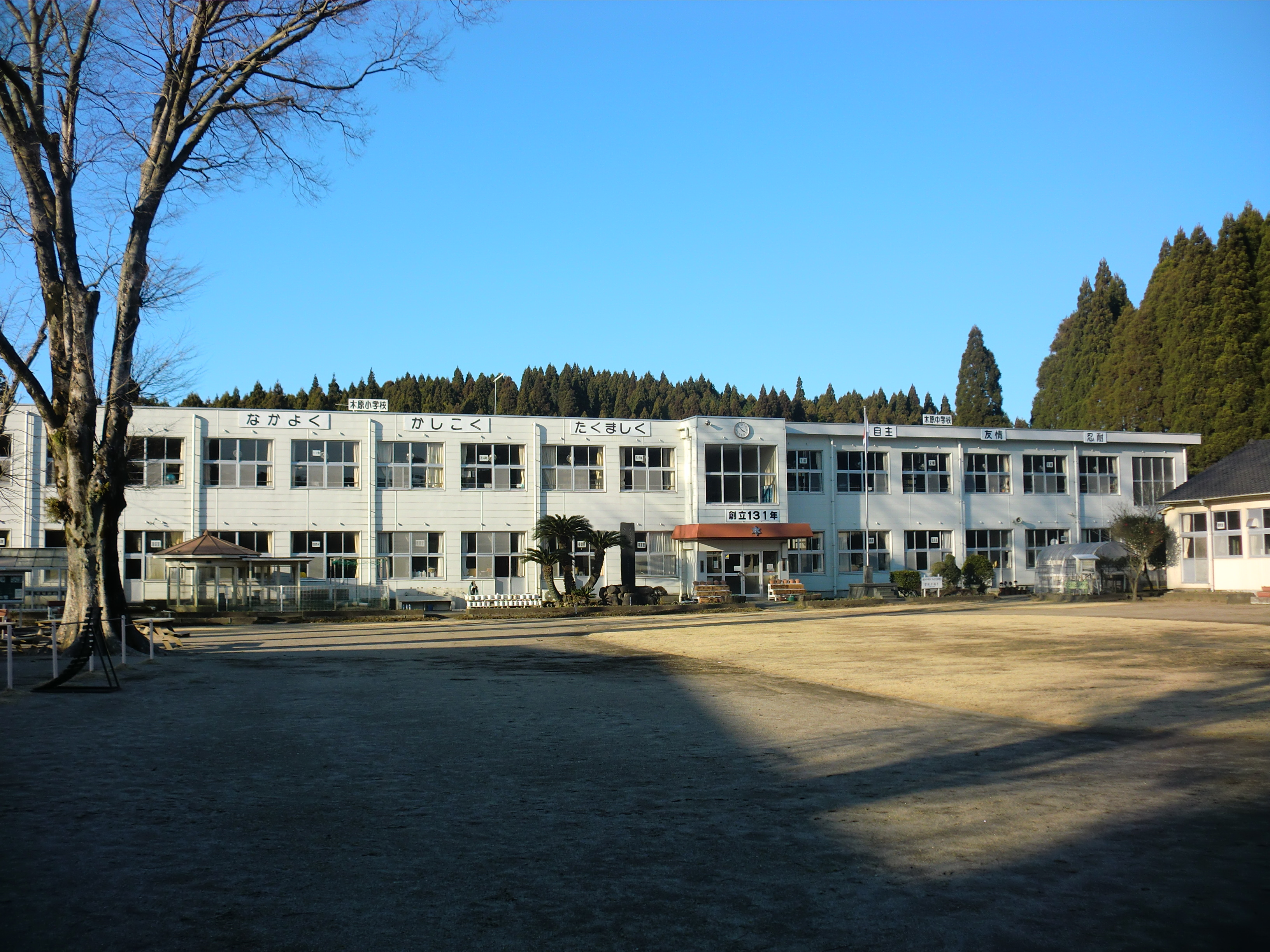
霧島市立木原小中学校

### 教育
- 霧島市立青葉小学校
- 霧島市立木原小中学校
- あおば保育園

### 郵便局
- 郡田簡易郵便局
- 木原簡易郵便局

### 寺社
- 熊野神社

## 小・中学校の学区
市立小・中学校に通う場合、学区（校区）は以下の通りとなる。
| 大字     | 地区等               | 小学校               | 中学校               |
| -------- | -------------------- | -------------------- | -------------------- |
| 国分郡田 | 木原                 | 霧島市立木原小学校   | 霧島市立木原中学校   |
| 国分郡田 | 川原                 | 霧島市立川原小学校   | 霧島市立国分南中学校 |
| 国分郡田 | 青葉南、久保田、馴松 | 霧島市立国分北小学校 | 霧島市立国分中学校   |
| 国分郡田 | 上記を除く全域       | 霧島市立青葉小学校   | 霧島市立国分中学校   |

## 交通

### 道路
一般県道
- 鹿児島県道471号北永野田小浜線